# Hofwijck

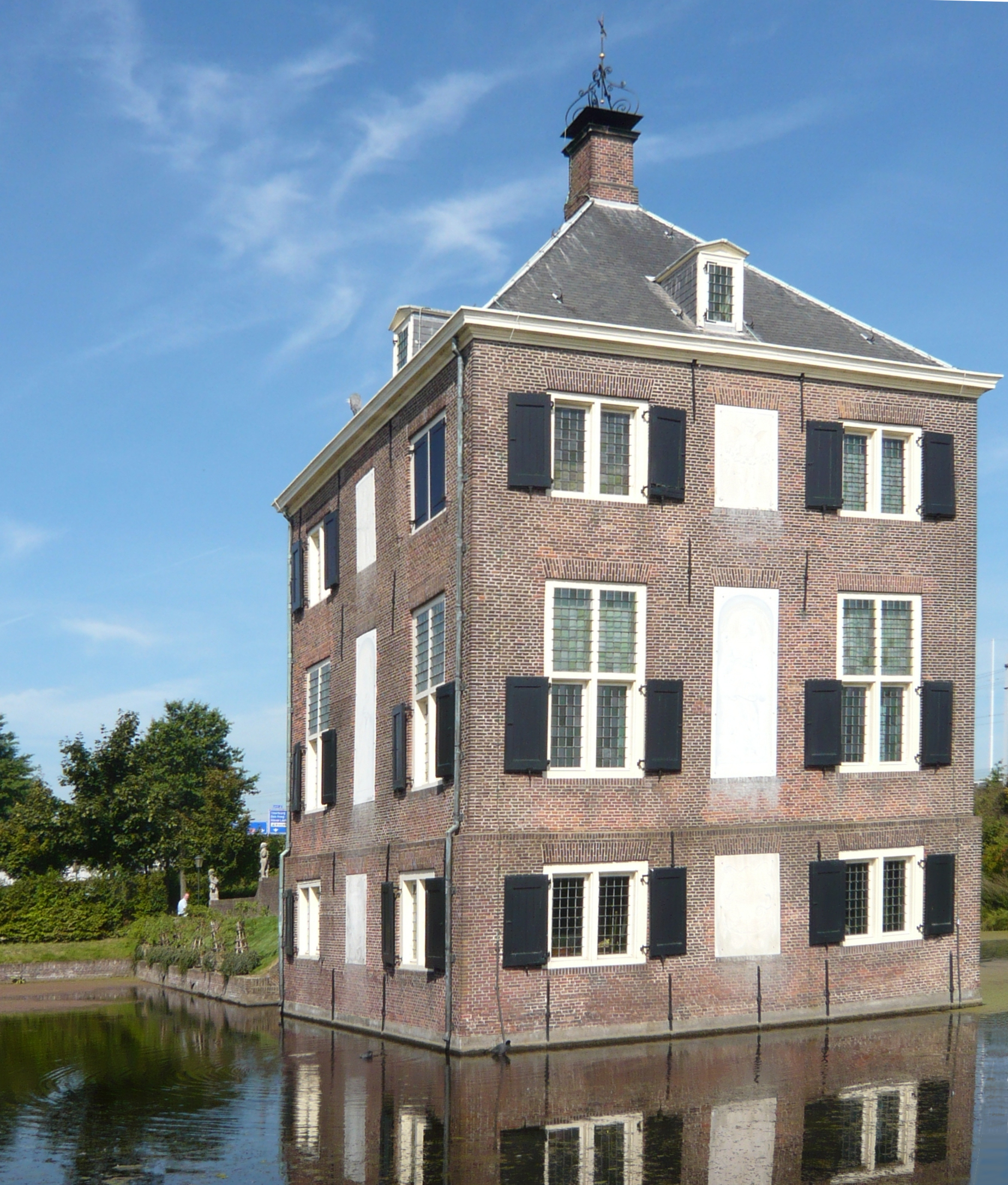
Hofwijck (Ansicht von Südosten). Hinter dem Hauptgebäude queren Hochbahnstation und Autobahn A12 die Vliet.

Hofwijck (ˈɦɔfʋɛik) (lateinischer Name: Vitaulium) ist ein im 17. Jahrhundert, dem Goldenen Zeitalter der Niederlande, für den Diplomaten Constantijn Huygens erbautes Herrenhaus. Es liegt an der Vliet in Voorburg, fünf Kilometer vor Den Haag in Richtung Leiden. Seit 1928 ist es ein Museum.
Die offizielle Adresse ist Westeinde 2, Voorburg, Niederlande, heute besser bekannt als Bahnhof Voorburg. Das Autobahnkreuz Knooppunt Prins Clausplein ist weniger als einen Kilometer entfernt.

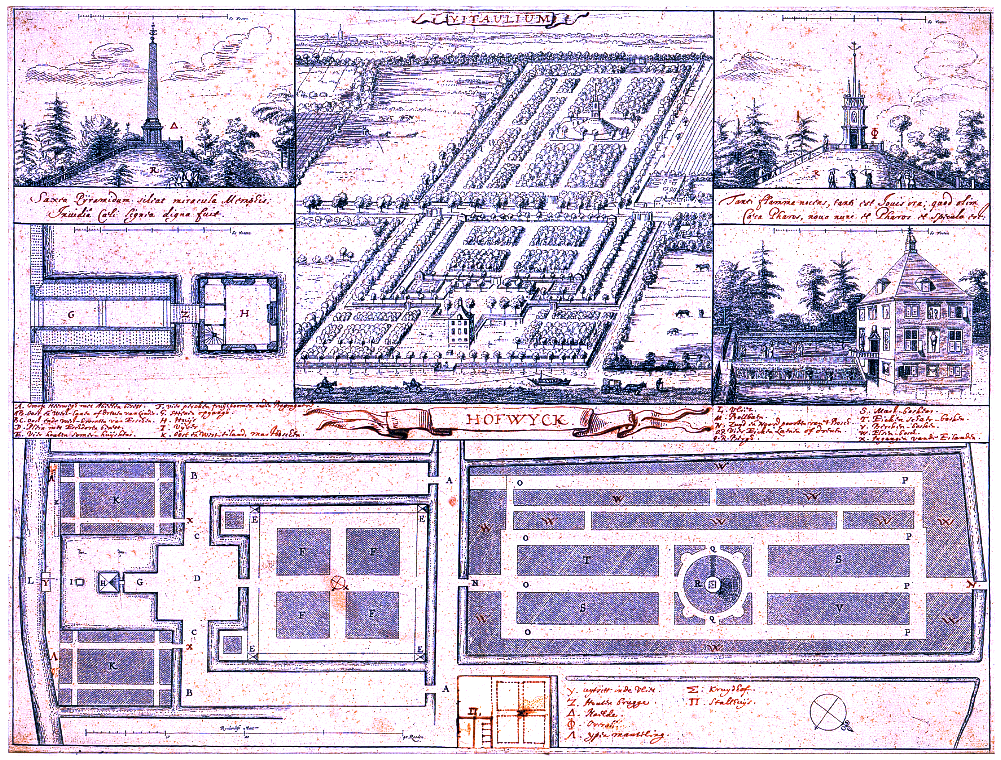
Zeichnungen vom Hofwijck mit Garten

## Erbauung
Nachdem er Witwer geworden war, kaufte Huygens Land an der Vliet in Voorburg, um ein Sommerhaus zu bauen. Damals galt es als zeitgemäß, ein Sommerhaus an einem Fluss oder Kanal zu haben; alte Karten von Voorburg zeigen Hofwijck als eines unter vielen. Das Gebäude selbst und die Gärten, die ursprünglich auf beiden Seiten der Vliet lagen, wurden von Huygens selbst in Zusammenarbeit mit seinem Architekten Jacob van Campen entworfen. Das Anwesen sollte Teil eines harmonischen Paradies auf Erden mit einem wie für Gott gemachten Garten sein. Huygens war sehr inspiriert von den klassischen Werken des römischen Architekten Vitruvius des ersten Jahrhunderts vor Christus. Der Architekt Pieter Post war für die eigentlichen Bautätigkeiten verantwortlich.
Das Gebäude wurde im klassizistischen Stil aus Ziegeln unverputzt errichtet. Es steht in der Mitte eines Platzes, um den der Teich Schwan liegt. Hofwijck wurde 1642 in Gesellschaft von Freunden und Verwandten eingeweiht. Huygens ließ Hofwijck bauen, damit er den Spannungen entkommen konnte, die das Leben als Politiker mit sich brachte, und sein Name spiegelt dies wider: „hof“ bedeutet „(königlicher) Hof“ und „wijck“ bedeutet „Flucht“. Es hat jedoch mehr als eine Bedeutung, denn „Hof“ kann auch „Garten“ bedeuten und „Wijck“ kann auch „Ort“ bedeuten. Der lateinische Name hat auch eine doppelte Bedeutung: Vitaulium bedeutet „Garten des Lebens“ sowie „Garten des Vitruvs“.

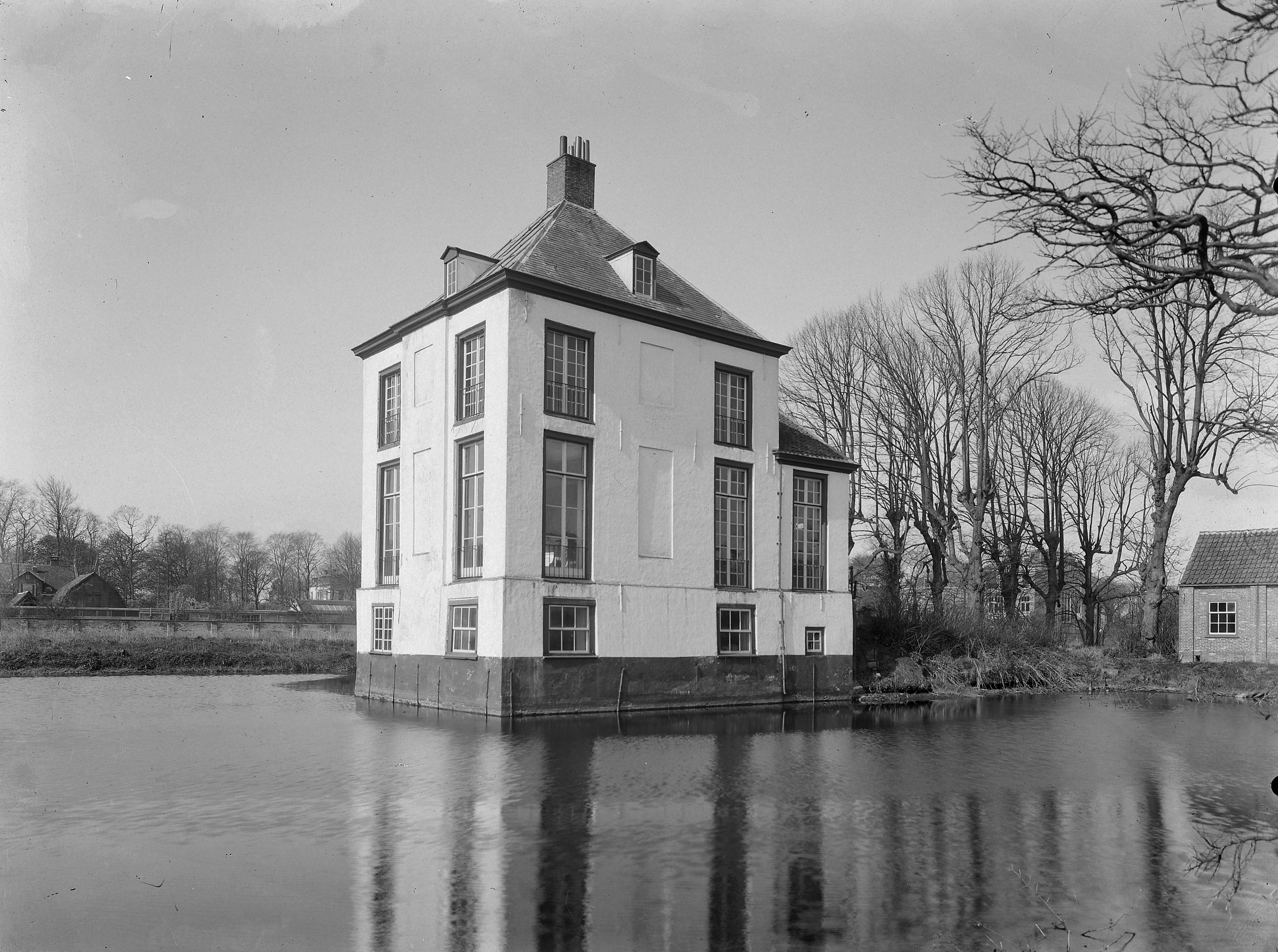
Hofwijck 1914, so kaufte es der Verein
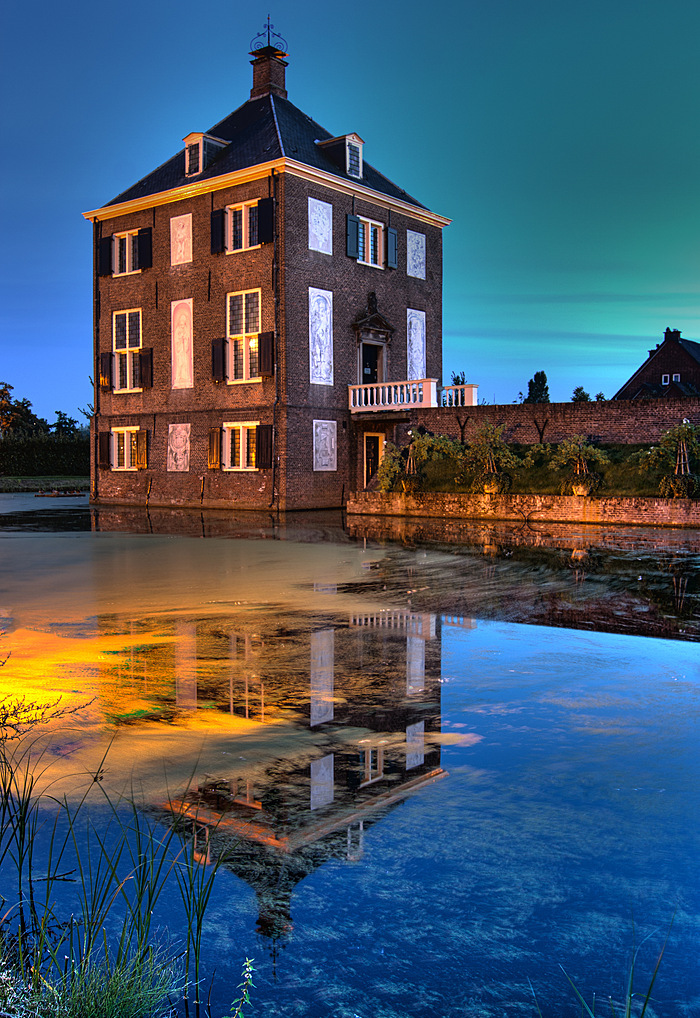
Die meisten Besucher kamen mit Treckschuten. Der Lieferanteneingang befindet sich unter der Brücke.
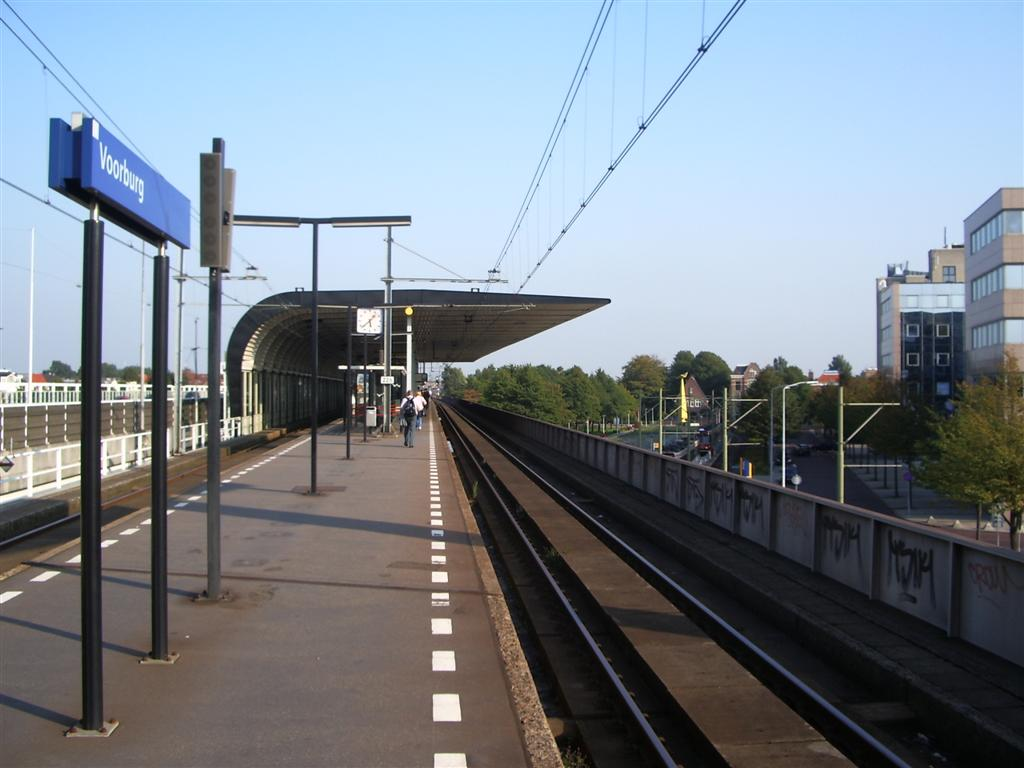
Der Bahnhof Voorburg, rechts das Torhaus von Hofwijck.
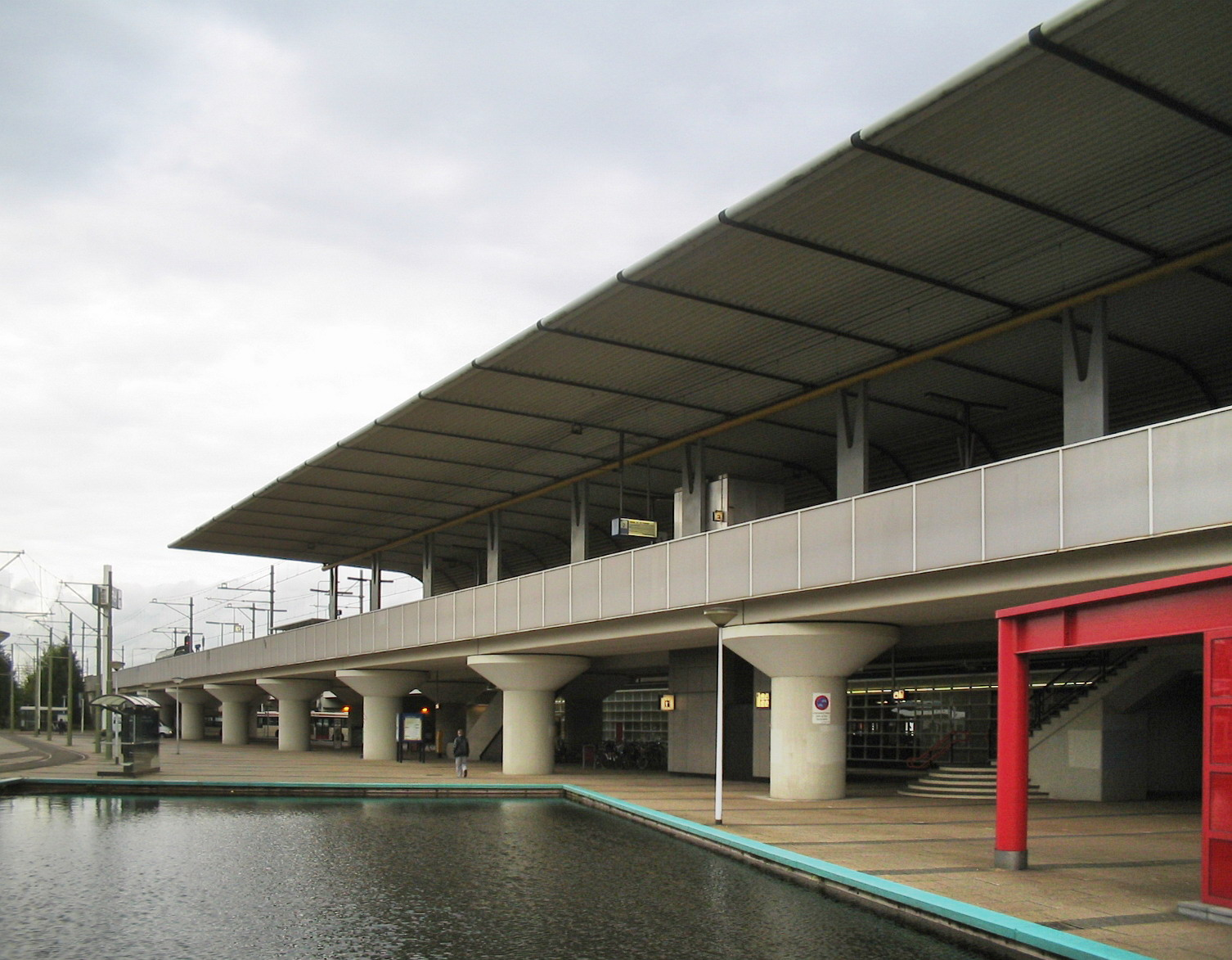
Boden des Bahnhof Voorburg, der Grund ist Teil des einstigen Gartens.

## Nach Huygens’ Tod
Als Constantijn Huygens starb, wurde Hofwijck von seinem Sohn, dem Wissenschaftler Christiaan Huygens, bezogen. Im Jahr 1750 verkauften es die Huygens. In den Jahren danach wurde es weitgehend vernachlässigt und 1849 zum Abriss versteigert, was verhindert wurde, indem es der Staatsmann Guillaume Groen van Prinsterer kaufte. Um 1913 erwarb die „Vereniging Hofwijk“ (Hofwijck-Verein) das Gebäude, als erneut der Abriss drohte. Heute ist es ein Museum, das erstmals am 12. Juni 1928 seine Türen öffnete. Zwischen 1995 und 2005 wurden Garten und Gebäude restauriert und am 31. Mai 2005 in Anwesenheit von Königin Beatrix wiedereröffnet.
Von 1950 bis 1970 war Christiaan Huygens mit Hofwijck auf der holländischen 25-Gulden-Note abgebildet. Im 19. Jahrhundert überließ die Stadt Voorburg der niederländischen Eisenbahnbehörde den nördlichen Teil des Gartens für den Eisenbahnbau, unter der Bedingung, dass sie eine Bahnanbindung erhielt. Bis 2006 hielten Intercity-Züge der Nederlandse Spoorwegen in Voorburg. Das Buitenplaats (niederländisches Landhaus) Hofwijck wurde am 4. November 2002 als Monument Nummer 508184 unter Denkmalschutz gestellt.

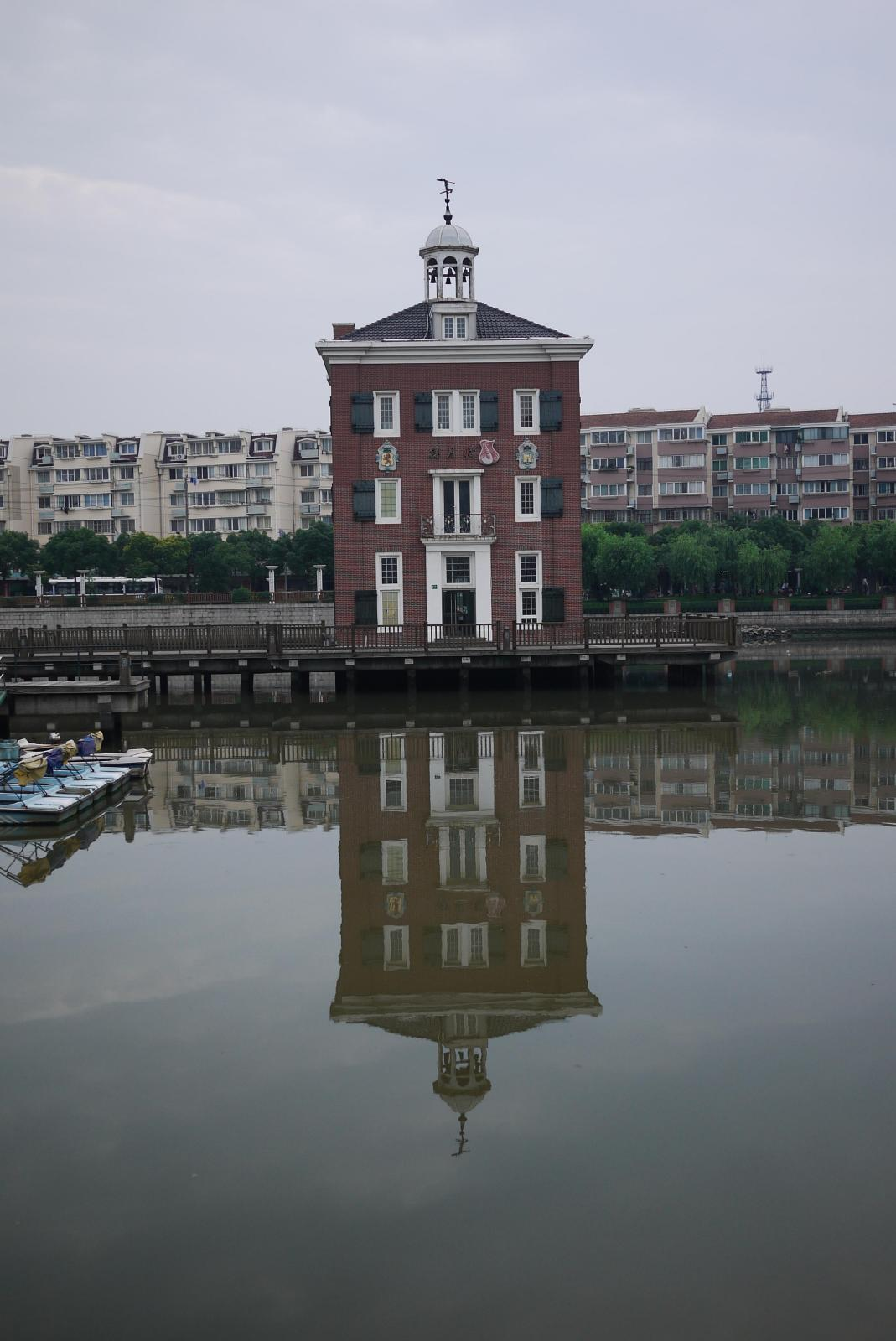
Das nachgebaute Hofwijck in Gaoqiao

## Nachbau in China
Ein Nachbau von Hofwijck wurde in Gaoqiao (chinesisch 高桥), einer Planstadt und Teilort im Neubaugebiet der Großgemeinde Pudong von Shanghai in der Volksrepublik China, errichtet (31° 20′ 27,9″ N, 121° 34′ 20,6″ O). Gleich daneben ist Het Scheepvaartmuseum nachgebaut worden. Die Nachbauten in und um das Holland Village („Holländische Dorf“) als Gaoqiao New Town (Neustadt von Gaoqiao) entstanden als Teil der Initiative One City, Nine Towns (Eine Stadt, neun Orte).

## Museum
In der Sammlung sind Gegenstände der niederländischen Königsfamilie zu sehen, die mit der Arbeit von Constantijn oder seinem Sohn Christiaan zu tun hatten. Der Raum von Christiaan enthält verschiedene Arten von Uhrwerken und einige originale Uhren. Im ganzen Gebäude befinden sich Familiengemälde, Möbel und die Bibliothek von Huygens, die heute als kleines Büro mit vielen seiner Bücher eingerichtet ist. Aus ihrem Fenster sah man einst jedes ankommende Boot; heute blickt man in Augenhöhe auf die Autobahn.

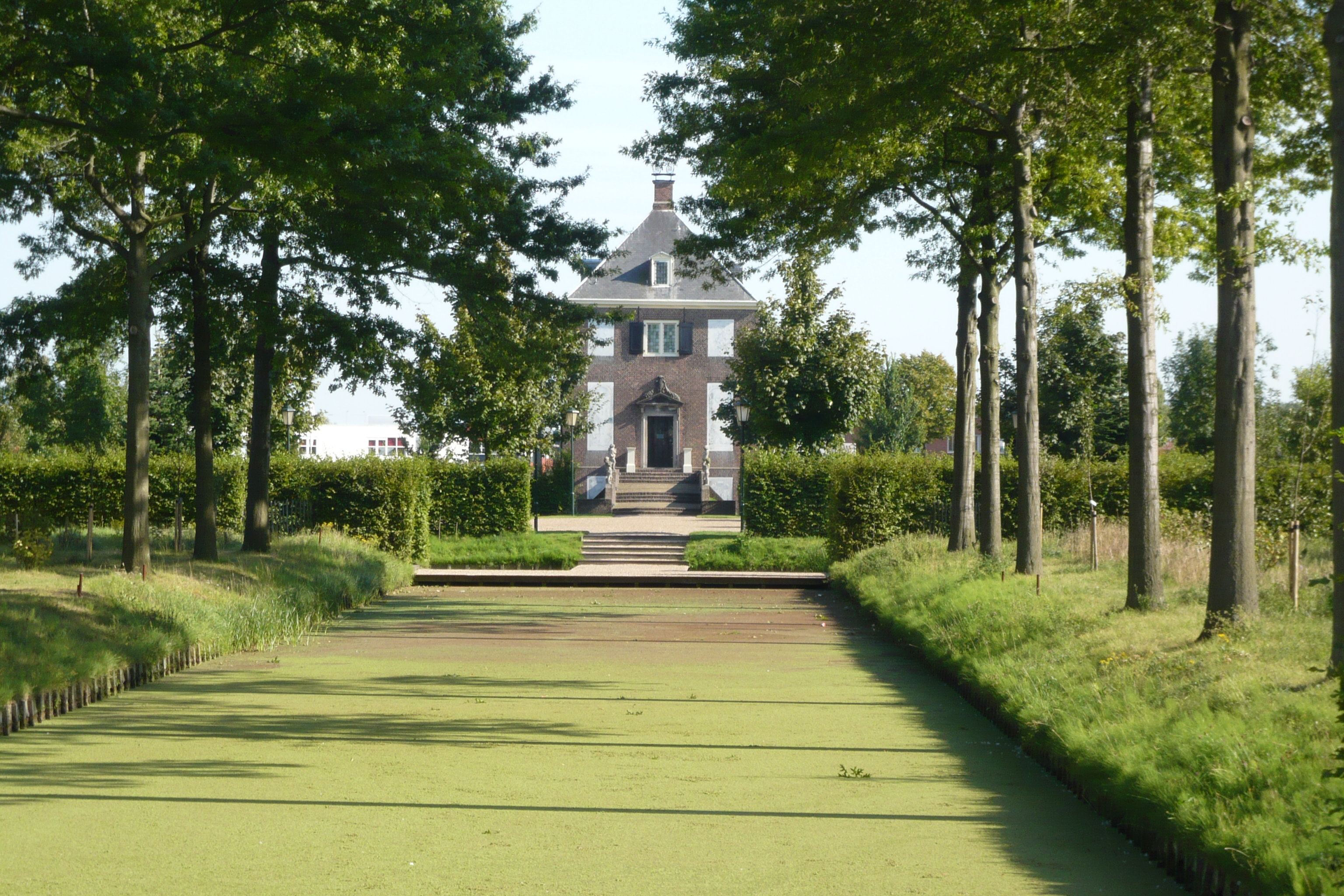
Blick vom Bahnhof auf Hofwijck
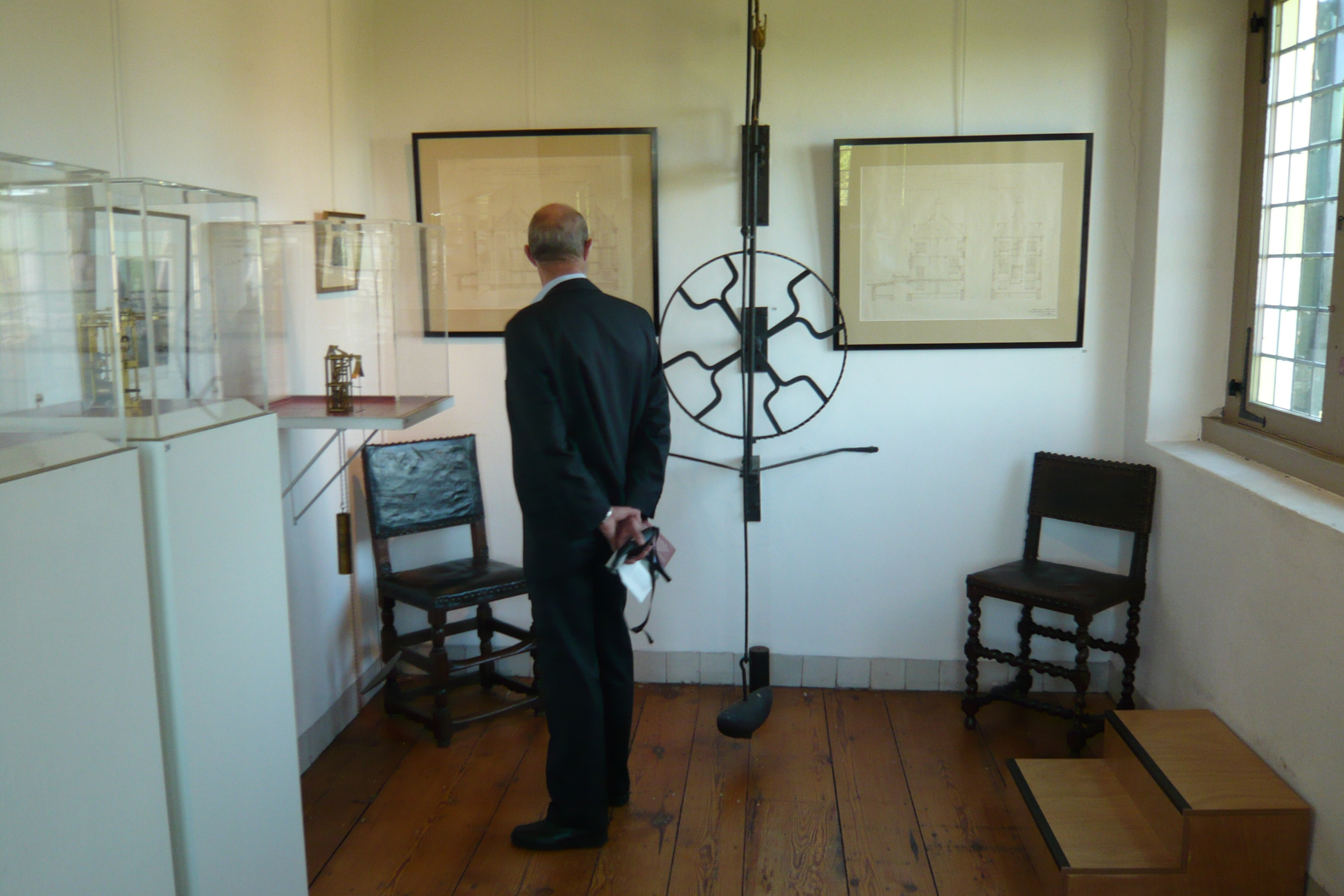
Das Zimmer von Christiaan Huygens mit dem Pendel der Kirche von Scheveningen
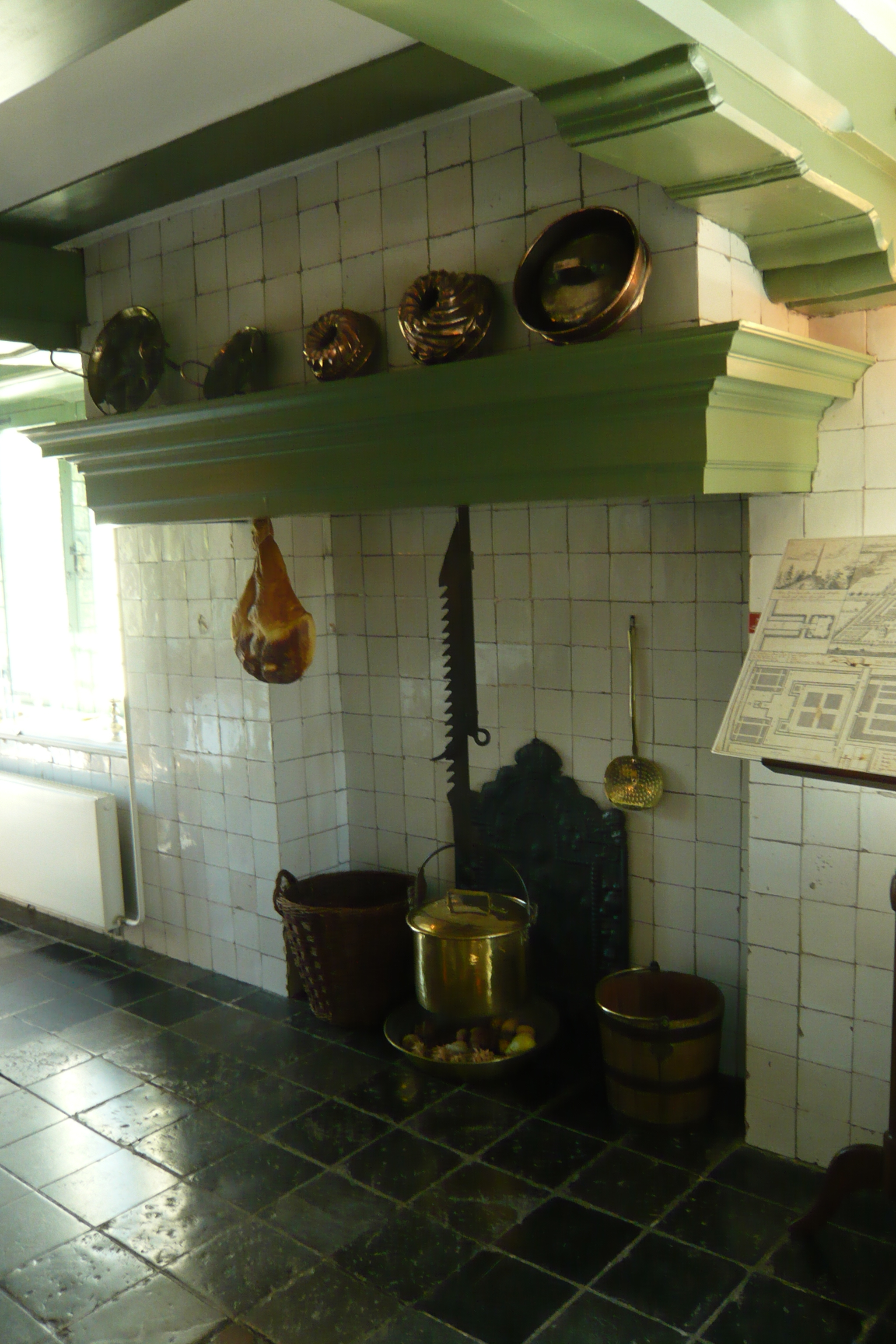
Die damalige Küche
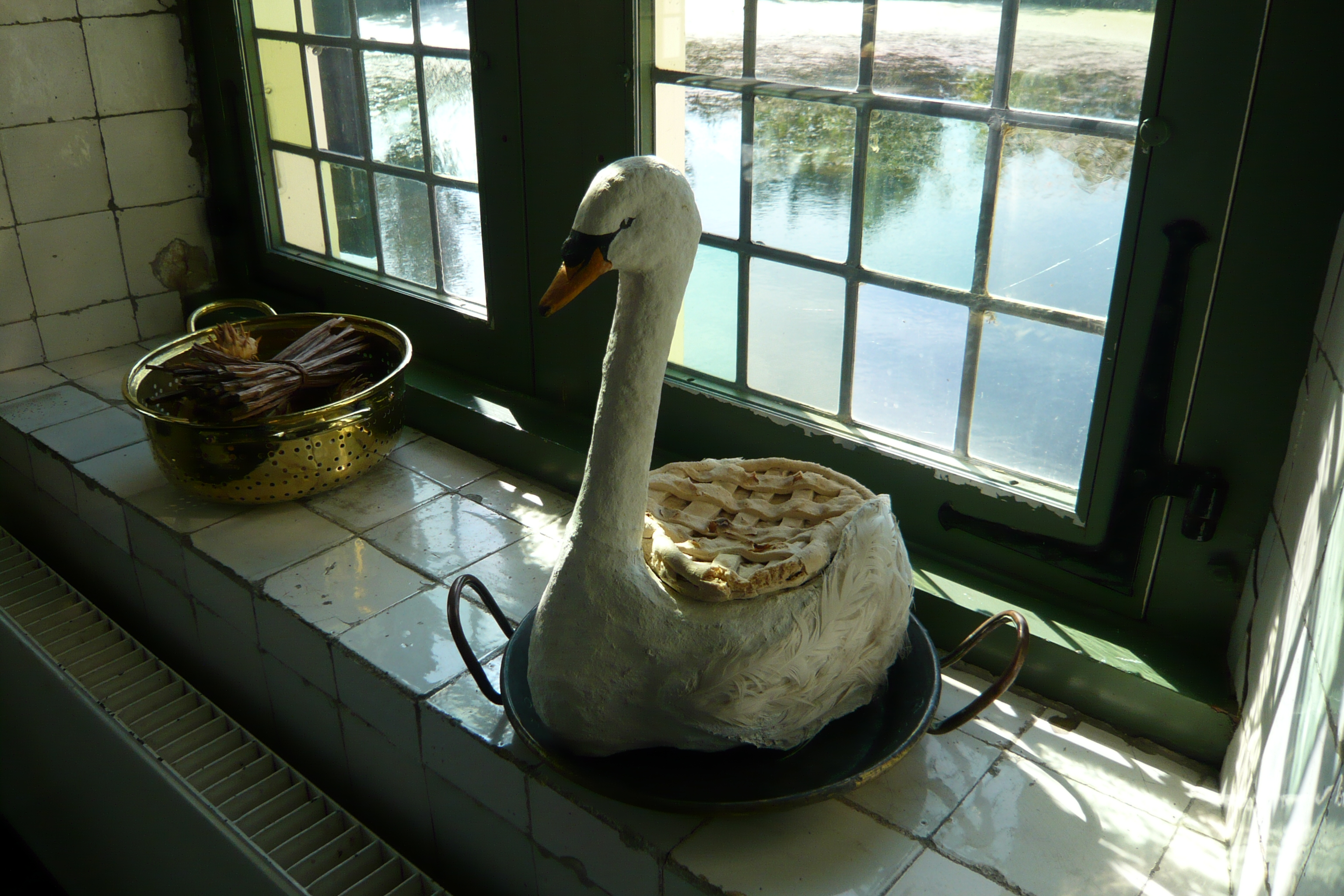
Schwanenkuchen – Huygens hatte die königliche Erlaubnis, Schwäne zu halten
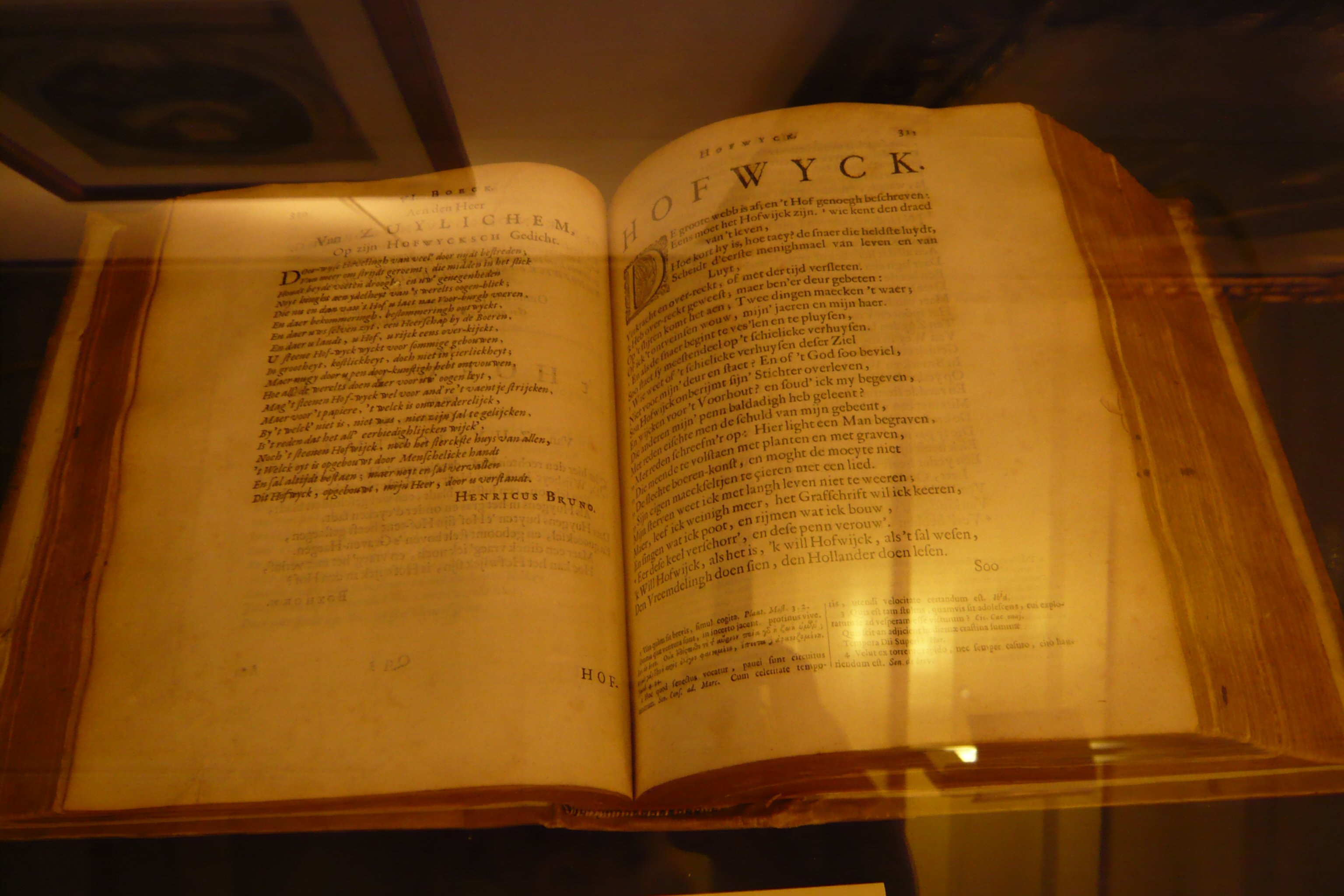
Das Gedicht über Hofwijck
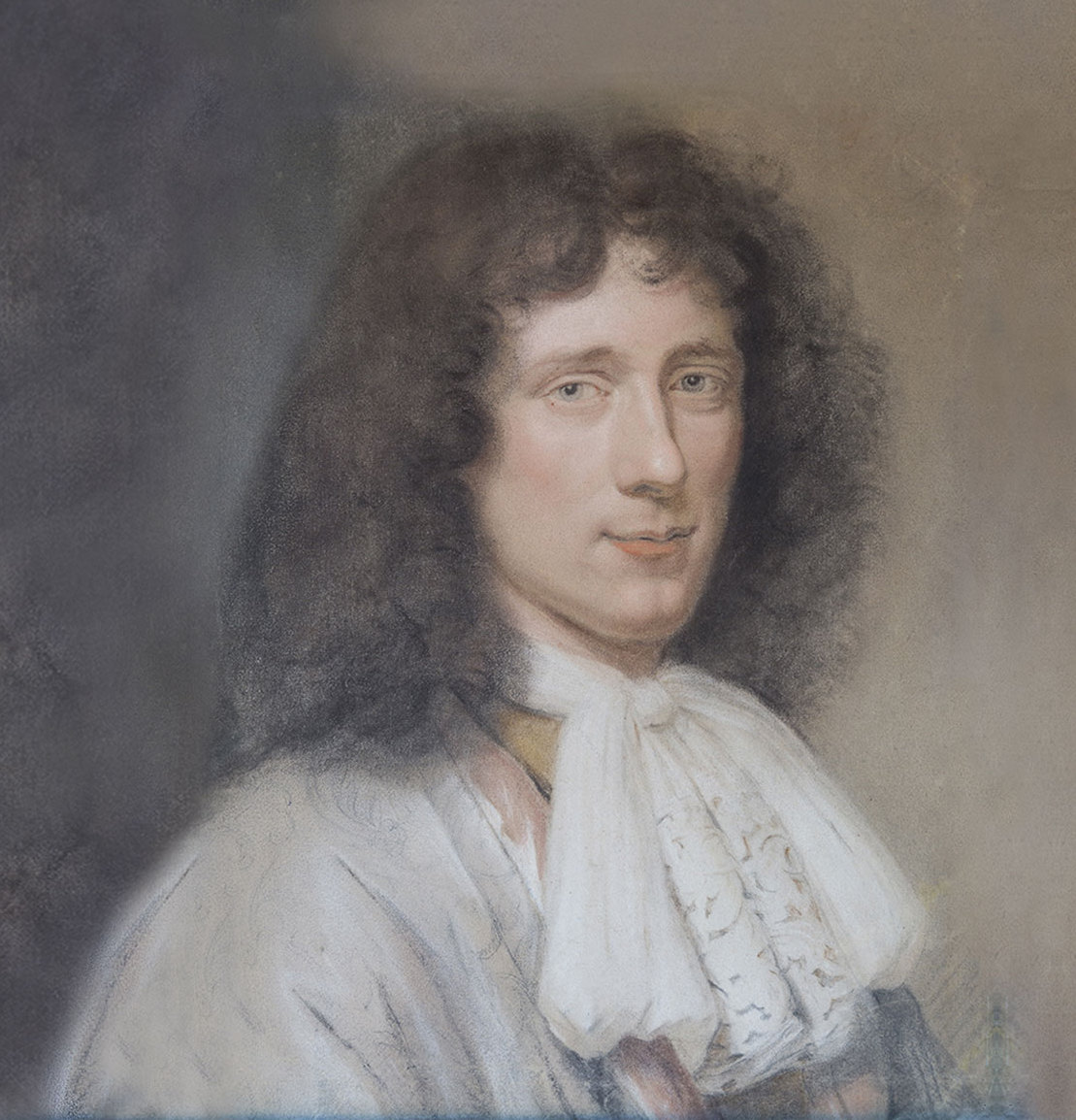
Pastelporträt von Christiaan (1686) von Bernard Vaillant, hängt über Porträt seiner Schwester Susanna
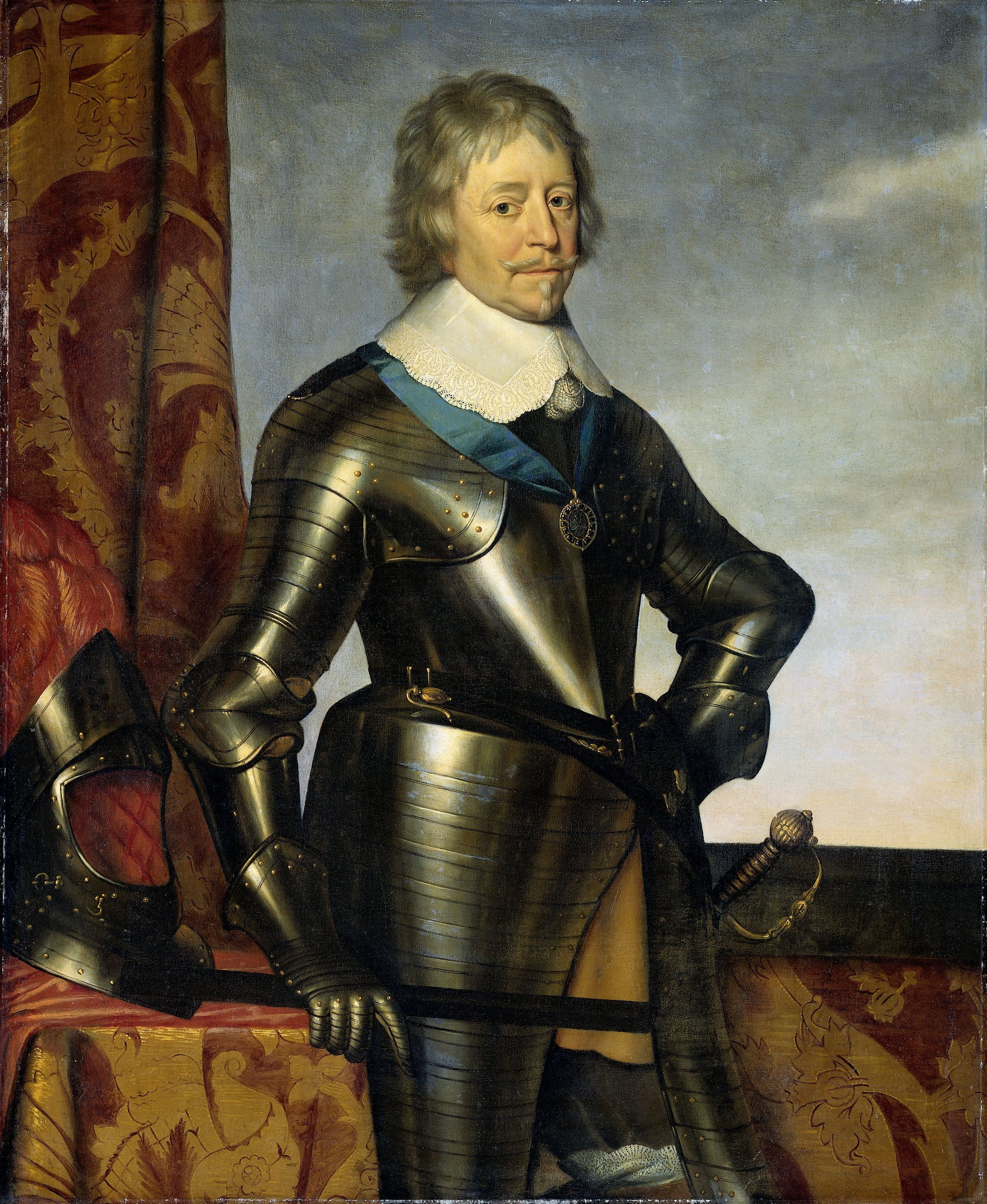
Prinz Friedrich Heinrich von Oranien, Porträt von Gerard van Honthorst, 1650.
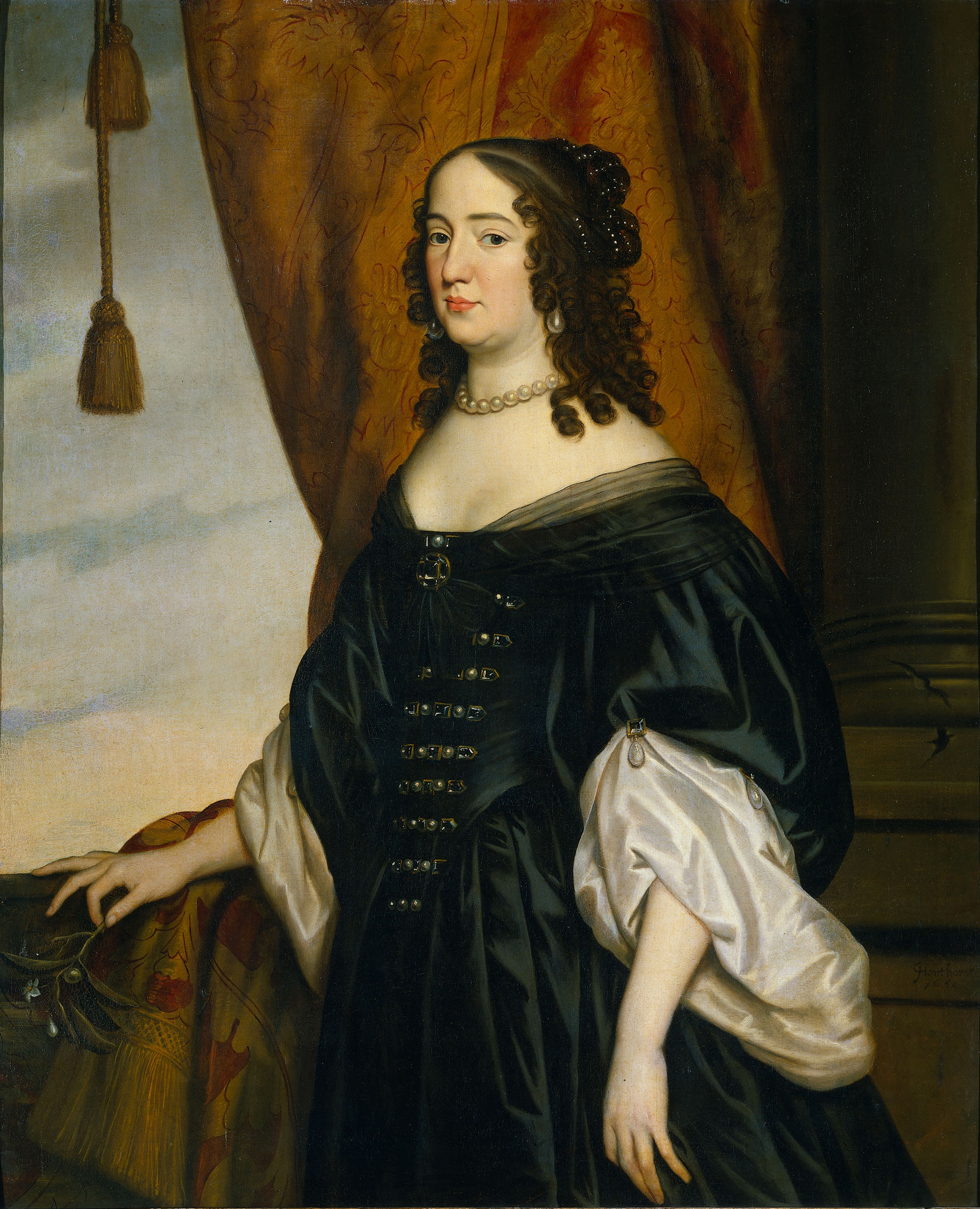
Porträt der Amalie zu Solms-Braunfels

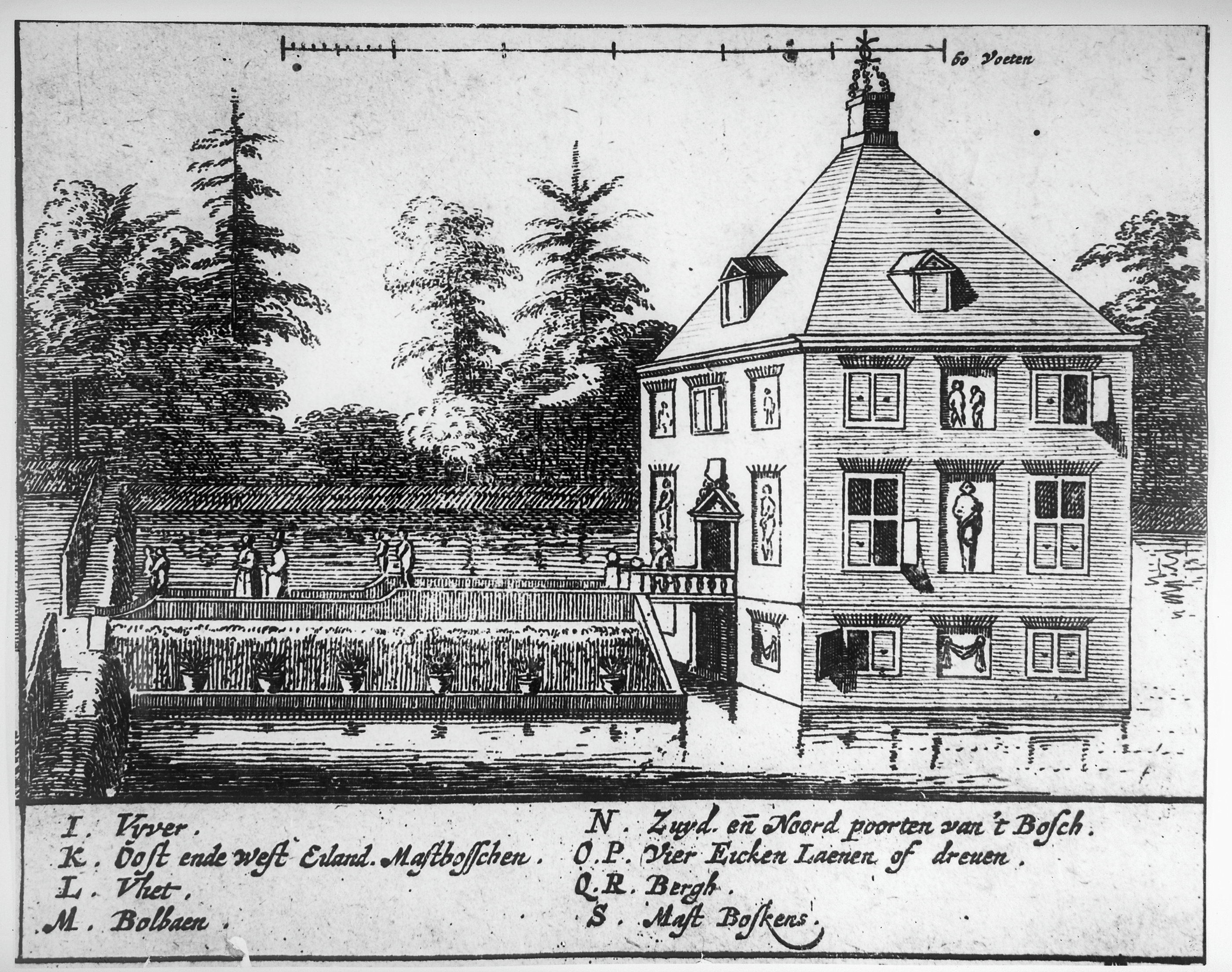
Druckbild aus dem Stadtarchiv ’s-Gravenhage